# 夏威夷主权运动

上下倒轉的夏威夷王國、夏威夷共和國國旗，代表夏威夷人的國家陷入危難之中，並與夏威夷州州旗作分別。

夏威夷主权运动（英語：Hawaiian sovereignty movement）是夏威夷原住民发起的一場政治及文化運動，争取夏威夷原住民主權、自決和自治，甚至希望能从美国分离，重建獨立的夏威夷国家。一些原住民團體要求美國平為其在1893 年推翻利留卡拉尼女王及1898年吞併夏威夷的行為，對原住民採取某種形式的補救措施。他們認為夏威夷被美國「長期軍事佔領」，認為推翻及吞併夏威夷王國都是非法的。1946年新成立的联合国也将夏威夷列入了联合国非自治领土范围，根据该条例，美国负有责任引导其逐渐独立。但是在1959年美国政府在夏威夷举行全民公投后，宣布夏威夷作为美国第五十个州加入联邦。分离主义者认为在这次公决中大量美国军事相关人员也参与投票，不能完全代表土著居民的意愿，拒绝承认公决的法律效力。巴美拉環礁及斯凱亞納島曾為夏威夷王國的領土，因此也被一些爭取獨立的人士認為，這兩處跟夏威夷群島一樣正處於非法佔領之下。
美國曾長期否認夏威夷是被非法占領及奪去的，但在相關團體多年的爭取下，最終在推翻利留卡拉尼女王的100年後，美國國會通過的道歉決議承認夏威夷王國是在美國代理人和美國公民的積極參與下被推翻，夏威夷原住民從未通過任何正式的公民投票或表決，放棄他們對自身國家土地的主權，承認1893年推翻夏威夷王國是非法行為，但道歉決議不具任何法律效力，美國沒有對夏威夷原住民作出任何索賠。主權倡導者認為許多土著社區的問題，根源是原住民缺乏對主身社區、土地、文化及政治上的自決，這些問題包括無家可歸、貧困、經濟邊緣化和土著傳統的侵蝕等等。夏威夷主权运动者當代較關注的議題包括冒納凱亞天文台的建設、卡胡拉威島的強制人口遷移及其後美軍在當地實彈演練導致的環境問題，及夏威夷的紅山海軍油庫燃油外洩問題等等。近年来，夏威夷独立运动采用和平手段，主要通過教育倡議和立法行動來實現他們的議程。除了在整個夏威夷島嶼、美国首都华盛顿以及波士顿、洛杉矶等大城市举行示威游行外，主权运动者還向美國軍隊和聯邦政府提出了法律挑戰。

## 历史
公元350年左右，夏威夷原住民的祖先波利尼西亚人来到夏威夷定居。1776年歐洲航海家庫克到達夏威夷群島時，島嶼口估計已有40萬至90萬人口。 1810年，原住民大酋长卡美哈梅哈一世统一了夏威夷地区的所有岛屿，建立了大统一的“夏威夷王国”。

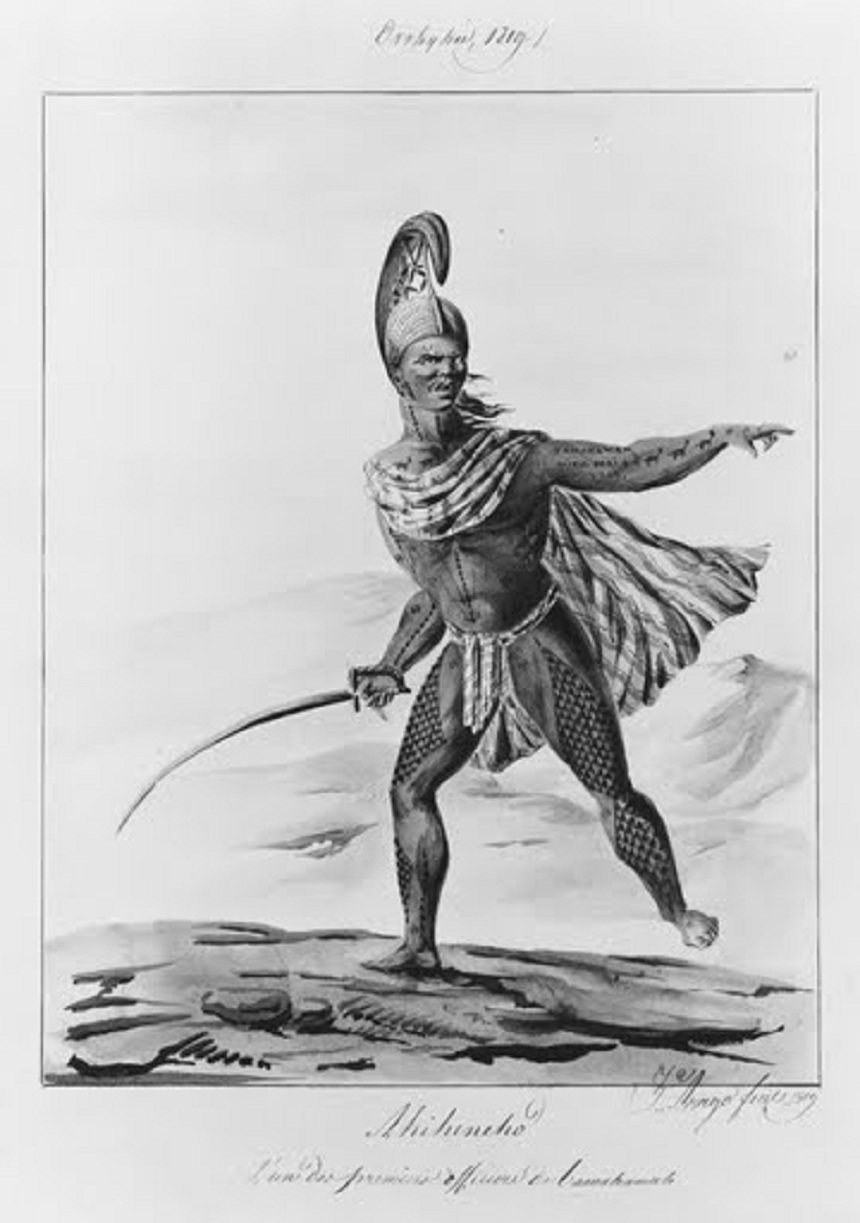
1819年的夏威夷官员。

在與西方文明接觸的頭一百年裡，由於疾病和戰爭夏威夷人口減少了百分之九十，到1876年只剩下5萬人左右。美國傳教士在 1820年首次到達夏威夷群島，然後在當地獲得了巨大權力和影響力，實際上控制了夏威夷王国。1875年，美国政府签署了《美夏互惠条约》，美国武力占据了珍珠港。儘管當時美國和其他世界大國正式承認夏威夷王國的主權，但王國於1893年在美國軍隊的幫助下，當地美國侨民策劃了政變推翻了利留卡拉尼女王。1893年美國眾議院外交關係委員會發表布朗特報告，指美國在違背夏威夷大多數人口意願下，同謀僑民及在美國軍隊幫助下，推翻合法、和平的夏威夷王國政府。美國駐夏威夷部長約翰·L·史蒂文斯 (John L. Stevens)支援政變，以虛假或誇大的藉口，命令USS Boston上的海軍陸戰隊入侵夏威夷，以支持政變人士的陰謀，最終推翻了利留卡拉尼女王的統治。

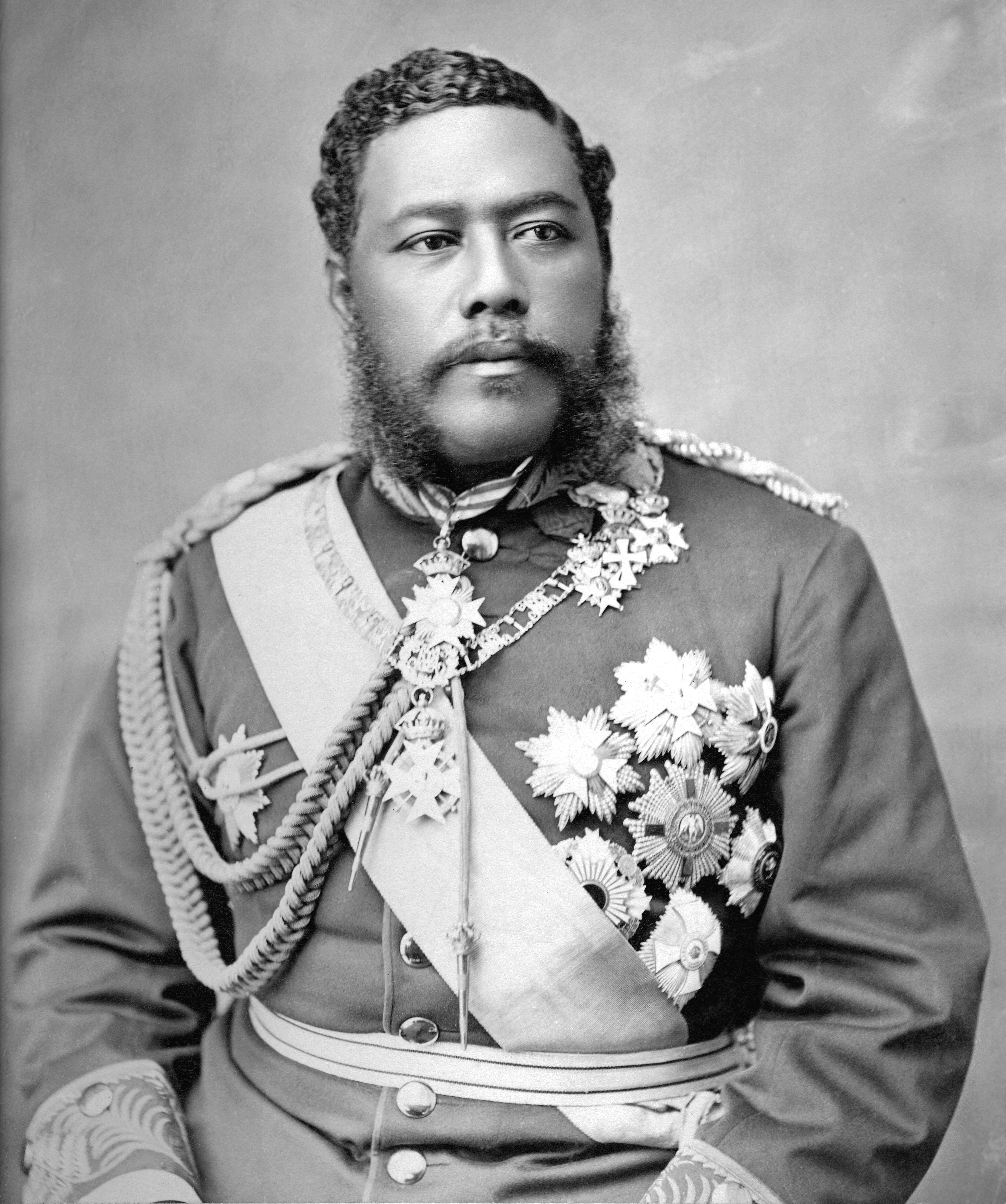
夏威夷王国的国王卡拉图卡。

1894年，美国人推翻利留卡拉尼女王及其政府，随后软禁女王在伊奥拉尼皇宫，并且在1894年宣布成立“夏威夷共和国”。

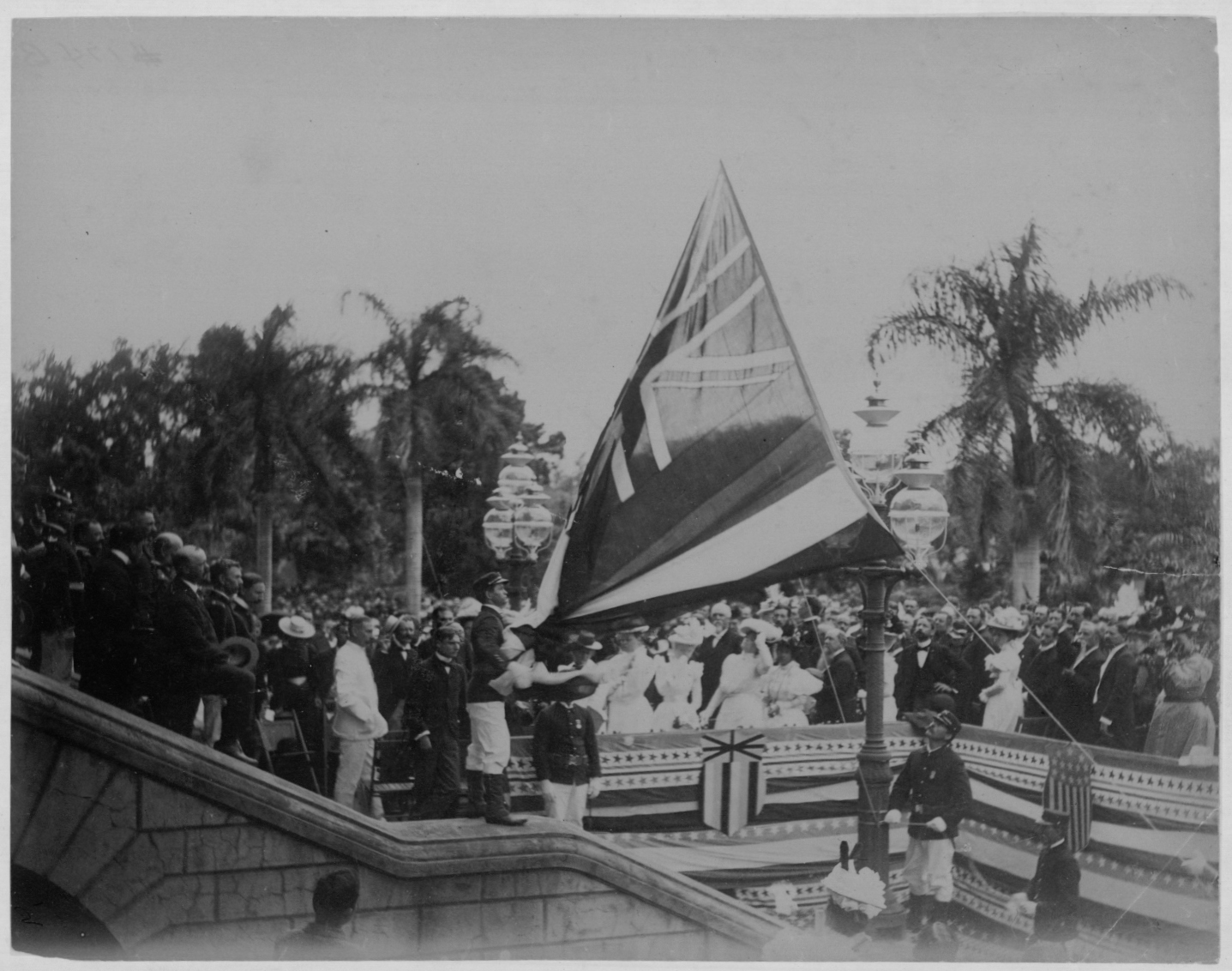
1898年，美国正式吞并夏威夷，在王宫门前降下夏威夷国旗。

1898年，美西战争后，美国国会的众议院和参议院联合通过了“兼并夏威夷”的决议。8月12日，夏威夷正式成为美国的海外领地，美国人“夏威夷共和国总统”多尔被任命为第一任领地总督。
1959年3月，夏威夷作为第50个州加入美国，成为美国国旗上的第50颗星。
1970年代开始，夏威夷原住民中组成主权申索团体，拒绝承认1893年推翻夏威夷女王的政变和1898年的兼并，并且要求美国政府对这两个事件和1898年后长期的军事占领进行道歉和赔偿。
1978年，美国宪法规定在夏威夷州将夏威夷语与英语同为夏威夷州的官方语言。

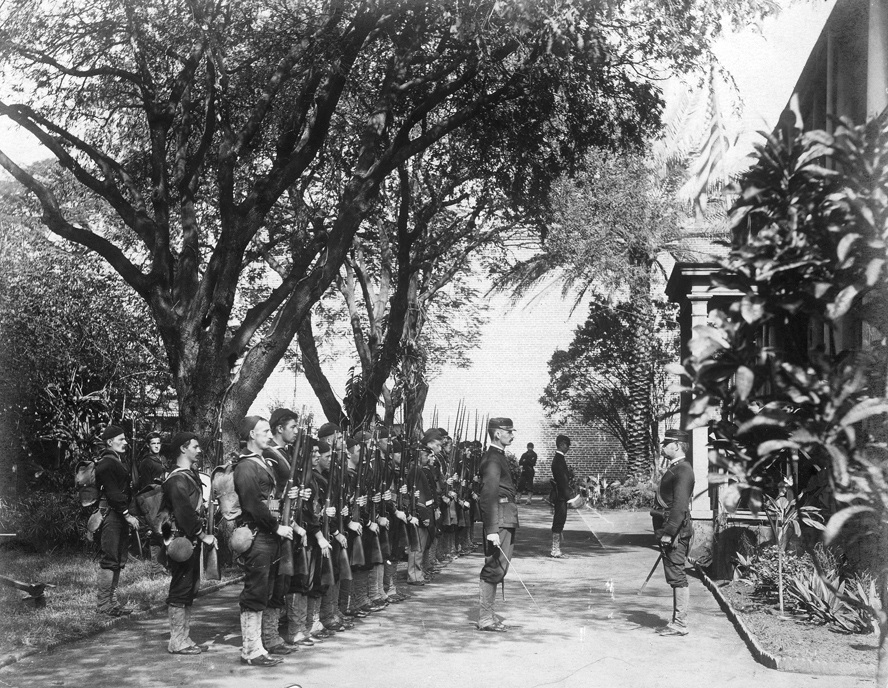
1893年，美国以保护侨民为借口，在夏威夷发生政变后派兵进驻。

1993年，美国国会众议院三分之二的票和参议院65票同意对34票反对，通过了“道歉法案”。11月15日，美国总统比尔·克林顿签署同意该法案，并且宣布代表美国人民，给1893年美国政府推翻夏威夷女王的政变正式道歉。
夏威夷大学政治科学系学生大卫·基阿努·萨伊，自谓“夏威夷王国代理摄政委员会主席”、“夏威夷王国代理内政部长”。2000年萨伊用“夏威夷王国”的称号，在海牙国际仲裁法庭上，请求夏威夷州独立，但是没有获得同意。
2008年4月30日，夏威夷王国政府组织占据了夏威夷州檀香山市市中心的夏威夷王国末代女王的住所博物馆，要求美国联邦政府赔偿原住民的损失、撤掉驻军和要求主权独立。
與其他發生在1960至1970年代的原住民權利運動一致，夏威夷主權運動由夏威夷原住民組織帶領。他們對島嶼的城市化和商業發展持批評態度，並反對當地政府對原住民墓地和其他傳統空間的佔用。運動在20世紀80年代開始獲得了文化和政治上的吸引力，當地的抵抗力隨著不斷城市化和剝奪權利問題沒有改善而增長。地方和聯邦立法為原住民社區提供了一些保護，但對抑制不斷擴大的商業發展幾乎沒有任何作用。1993年，美國國會通過一項聯合決議為1893年推翻夏威夷君主制道歉，並表示推翻是非法的。2000年，國會提出阿卡卡法案，提議聯邦承認夏威夷原住民，並賦予夏威夷族裔一些對土地和自然資源談判的控制權。然而，該法案因將非法土地轉讓合法化而遭到主權團體的反對，並受到2006 年美國民權委員會報告的批評。2005年的一項民意調查發現，大多數夏威夷居民反對阿卡卡法案。

## 延伸阅读
- Andrade Jr., Ernest (1996). Unconquerable Rebel: Robert W. Wilcox and Hawaiian Politics, 1880–1903. University Press of Colorado. ISBN 0-87081-417-6
- Budnick, Rich (1992). Stolen Kingdom: An American Conspiracy. Honolulu: Aloha Press. ISBN 0-944081-02-9
- Churchill, Ward. Venne, Sharon H. (2004). Islands in Captivity: The International Tribunal on the Rights of Indigenous Hawaiians. Hawaiian language editor Lilikala Kameʻeleihiwa. Boston: South End Press. ISBN 0-89608-738-7
- Coffman, Tom (2003). Nation Within: The Story of America's Annexation of the Nation of Hawaii. Epicenter. ISBN 1-892122-00-6
- Coffman, Tom (2003). The Island Edge of America: A Political History of Hawaiʻi. University of Hawaii Press. ISBN 0-8248-2625-6 / ISBN 0-8248-2662-0
- Conklin, Kenneth R. Hawaiian Apartheid: Racial Separatism and Ethnic Nationalism in the Aloha State. Print-on-demand from E-Book Time （页面存档备份，存于）. ISBN 1-59824-461-2
- Daws, Gavan (1968). Shoal of Time: A History of the Hawaiian Islands. Macmillan, New York, 1968. Paperback edition, University of Hawaii Press, Honolulu, 1974.
- Dougherty, Michael (2000). To Steal a Kingdom. Island Style Press. ISBN 0-9633484-0-X
- Dudley, Michael K., and Agard, Keoni Kealoha (1993 reprint). A Call for Hawaiian Sovereignty. Nā Kāne O Ka Malo Press. ISBN 1-878751-09-3
- J. Kēhaulani Kauanui. 2018. Paradoxes of Hawaiian Sovereignty: Land, Sex, and the Colonial Politics of State Nationalism （页面存档备份，存于）. Duke University Press.
- Kameʻeleihiwa, Lilikala (1992). Native Land and Foreign Desires. Bishop Museum Press. ISBN 0-930897-59-5
- Liliʻuokalani (1991 reprint). Hawaii's Story by Hawaii's Queen. Mutual Publishing. ISBN 0-935180-85-0
- Osorio, Jonathan Kay Kamakawiwoʻole (2002). Dismembering Lahui: A History of the Hawaiian Nation to 1887. University of Hawaii Press. ISBN 0-8248-2549-7
- Silva, Noenoe K. (2004). Aloha Betrayed: Native Hawaiian Resistance to American Colonialism. Duke University Press. ISBN 0-8223-3349-X
- Twigg-Smith, Thurston (2000). Hawaiian Sovereignty: Do the Facts Matter?. Goodale Publishing. ISBN 0-9662945-1-3